# Redondo, Bồ Đào Nha
Redondo là một huyện thuộc tỉnh Évora, Bồ Đào Nha. Huyện này có diện tích 368 km², dân số thời điểm năm 2001 là 7288 người.